# Leptodeira annulata
Espèce
Synonymes
- Coluber annulatus Linnaeus, 1758
- Coluber ashmeadii Hallowell, 1845
- Eteirodipsas annulata var. rhomboidalis Jan 1863
- Dipsas approximans Günther 1872
- Eteirodipsas wieneri Sauvage 1884
- Leptodeira personata Günther, 1895
- Leptodeira albofusca Boulenger, 1896
- Leptodira nycthemera Werner 1901
- Leptodeira rhombifera kugleri Shreve, 1947

Leptodeira annulata  est une espèce de serpents de la famille des Dipsadidae.

## Répartition
Cette espèce se rencontre au Mexique au Guatemala, au Salvador, au Honduras, au Nicaragua, au Costa Rica, au Panama,au Costa-Rica, en Colombie, au Venezuela, à Trinité-et-Tobago, en Guyane, au Brésil, en Équateur, au Pérou, en Bolivie, au Paraguay et dans le nord de l'Argentine.

## Description

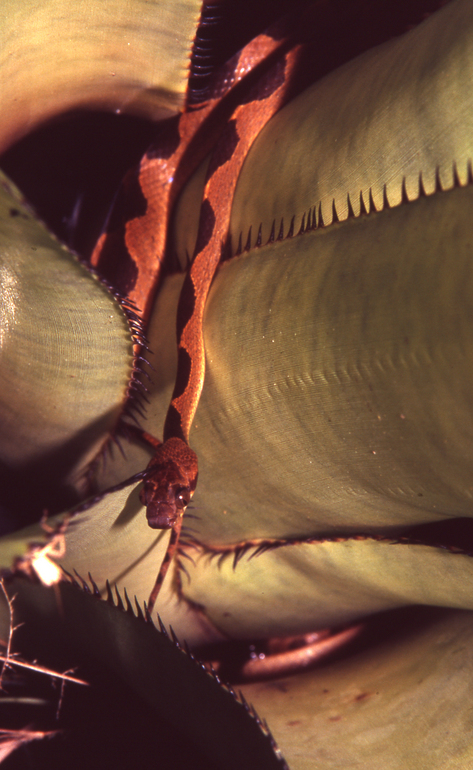
Leptodeira annulata

C'est un serpent de petite taille qui mesure environ 60 à 70 cm de long.  Il est venimeux opistoglyphe, ses crochets à venin sont situés en arrière du maxillaire. Il se nourrit essentiellement d'amphibiens, mais aussi de lézards . Cette espèce est ovipare.

## Liste des sous-espèces
Selon The Reptile Database (9 avril 2015) :
- Leptodeira annulata annulata (Linnaeus, 1758)
- Leptodeira annulata ashmeadii (Hallowell, 1845)
- Leptodeira annulata pulchriceps Duellman, 1958

## Taxinomie
La sous-espèce Leptodeira annulata rhombifera a été élevée au rang d'espèce.

## Publications originales
- Duellman, 1958 : A monographic study of the colubrid snake genus Leptodeira. Bulletin of the American Museum of Natural History, vol. 114, no 1, p. 1-152 (texte intégral).
- Hallowell, 1845 : Descriptions of reptiles from South America, supposed to be new. Proceedings of the Academy of Natural Sciences of Philadelphia, vol. 2, p. 241-247 (texte intégral).
- Linnaeus, 1758 : Systema naturae per regna tria naturae, secundum classes, ordines, genera, species, cum characteribus, differentiis, synonymis, locis, ed. 10 (texte intégral).